# Qazaqstan Kubogy 2018
La Qazaqstan Kubogy 2018 è stata la 27ª edizione della Coppa del Kazakistan. Il torneo è iniziato il 18 marzo 2018 e si è concluso il 24 novembre 2018. Il Qairat si è qualificato per il primo turno di qualificazione per l'Europa League 2019-2020.
Al torneo hanno partecipato 25 squadre: le 12 partecipanti alla Prem'er Ligasy, 7 partecipanti alla Birinşi Lïga e 6 partecipanti alla terza divisione.

## Fase a gironi

### Gruppo A
| Squadra            | P.ti | G | V | N | P | GF | GS | DR  |
| ------------------ | ---- | - | - | - | - | -- | -- | --- |
| Oqjetpes           | 4    | 2 | 1 | 1 | 0 | 8  | 1  | +7  |
| Akademıya Ońtýstik | 4    | 2 | 1 | 1 | 0 | 7  | 2  | +5  |
| Jas Ulan           | 0    | 2 | 0 | 0 | 2 | 1  | 13 | -12 |

|                    | AkO   | Oqj   | ZhU   |
| Akademiya Ontustik |       |       | 6 - 1 |
| Oqjetpes           | 1 - 1 |       |       |
| Zhas Ulan          |       | 0 - 7 |       |

### Gruppo B
| Squadra     | P.ti | G | V | N | P | GF | GS | DR |
| ----------- | ---- | - | - | - | - | -- | -- | -- |
| Maqtaaral   | 4    | 2 | 1 | 1 | 0 | 8  | 2  | +6 |
| CSKA Almaty | 2    | 2 | 0 | 2 | 0 | 3  | 3  | 0  |
| Ruzaevka    | 1    | 2 | 0 | 1 | 1 | 3  | 9  | -6 |

|             | CSA   | Mak | Ruz   |
| CSKA Almatı |       |     | 2 - 2 |
| Maktaaral   | 1 - 1 |     |       |
| Ruzaevka    |       | 1-7 |       |

### Gruppo C
| Squadra       | P.ti | G | V | N | P | GF | GS | DR |
| ------------- | ---- | - | - | - | - | -- | -- | -- |
| Qyran         | 4    | 2 | 1 | 1 | 0 | 5  | 4  | +1 |
| Sdıýsshor Nº8 | 3    | 2 | 1 | 0 | 1 | 4  | 2  | +2 |
| Kaspıı        | 1    | 2 | 0 | 1 | 1 | 3  | 6  | -3 |

|              | Kas   | Qır | Sdy   |
| Kaspïý       |       |     | 0 - 3 |
| Qıran        | 3 - 3 |     |       |
| Sdyusşor Nº8 |       | 1-2 |       |

### Gruppo D
| Squadra   | P.ti | G | V | N | P | GF | GS | DR |
| --------- | ---- | - | - | - | - | -- | -- | -- |
| Taraz     | 9    | 3 | 3 | 0 | 0 | 4  | 1  | +3 |
| Altaı     | 6    | 2 | 2 | 0 | 1 | 11 | 3  | +8 |
| Ekibastuz | 3    | 3 | 1 | 0 | 2 | 5  | 8  | -3 |
| Ak-Bet    | 0    | 3 | 0 | 0 | 3 | 1  | 9  | -8 |

|             | AkB   | ASe   | Ékï   | Tar   |
| Ak-Bet      |       | 0 - 4 |       |       |
| Altay Semey |       |       |       | 1 - 2 |
| Ekibastuz   | 4 - 1 | 1 - 6 |       |       |
| Taraz       | 1 - 0 |       | 1 - 0 |       |

## Ottavi di finale
Agli ottavi di finale partecipano le squadre qualificate dalla fase a gironi, più le 12 squadre della Prem'er Ligasy.
| Squadra 1         | Risultato       | Squadra 2 |
| ----------------- | --------------- | --------- |
| 18 aprile 2018    |                 |           |
| Oqjetpes          | 3 − 5           | Qairat    |
| Qyran             | 0 − 6           | Ordabasy  |
| Qaisar            | 2 − 0           | Aqtöbe    |
| Maqtaaral         | 3 − 1           | Astana    |
| Shahter Qaraǵandy | 0 − 0 (7-6 dtr) | Qyzyljar  |
| Aqjaıyq           | 0 − 1           | Atyrau    |
| Taraz             | 0 − 0 (4-5 dtr) | Ertis     |
| Tobyl             | 1 − 0           | Jetisý    |

## Quarti di finale
| Squadra 1         | Risultato       | Squadra 2 |
| ----------------- | --------------- | --------- |
| 23 maggio 2018    |                 |           |
| Shahter Qaraǵandy | 2 − 1 (dts)     | Qaisar    |
| Maqtaaral         | 0 − 3           | Ertis     |
| Ordabasy          | 1 − 1 (3-4 dtr) | Qairat    |
| Atyrau            | 2 − 1           | Tobyl     |

## Semifinali
| Squadra 1                       | Totale      | Squadra 2 | Andata | Ritorno |
| ------------------------------- | ----------- | --------- | ------ | ------- |
| 14 giugno 2018 / 27 giugno 2018 |             |           |        |         |
| Shahter Qaraǵandy               | 1 − 3       | Atyrau    | 0 - 0  | 1 - 3   |
| Qairat                          | 3 − 3 (gfc) | Ertis     | 2 - 0  | 1 - 3   |

## Finale
| Arbitro: | Qızılbayev (Aqtöbe) |

|  |           |               |
|  | Marcatori | 16’ Sokolenko |